# Aziatisch kampioenschap voetbal 1976 (kwalificatie)
De kwalificatie voor het Aziatisch kampioenschap voetbal 1976 werd gehouden van 15 maart 1975 tot en met 26 juni 1975. Het toernooi ging vooraf aan de Azië Cup 1976. Iran was rechtstreeks geplaatst als gastland en titelverdediger.

## Gekwalificeerde landen
| Land         | Aantal deelnames | Huidig aantal deelnames op rij | Vorige deelname |
| ------------ | ---------------- | ------------------------------ | --------------- |
| China        | 1ste             | 1                              | -               |
| Irak         | 2de              | 2                              | 1972            |
| Iran (g) (t) | 3de              | 3                              | 1972            |
| Koeweit      | 2de              | 2                              | 1972            |
| Maleisië     | 1ste             | 1                              | -               |
| Zuid-Jemen   | 1ste             | 1                              | -               |

- (g) = gastland
- (t) = titelverdediger

 Noord-Korea,  Thailand en  Saoedi-Arabië hadden zich wel geplaatst maar trokken zich terug.

## Groepen
| Groep 1                                                           | Groep 2                                                                      | Groep 3                                                                               | Groep 4                                                                                           |
| ----------------------------------------------------------------- | ---------------------------------------------------------------------------- | ------------------------------------------------------------------------------------- | ------------------------------------------------------------------------------------------------- |
| Bahrein * Iran ** Koeweit Libanon * Pakistan * Zuid-Jemen Syrië * | Bangladesh * Afghanistan India * Irak Jordanië * Nepal * Qatar Saoedi-Arabië | Brunei Birma * Hongkong Indonesië *** Maleisië *** Singapore Sri Lanka * Thailand *** | Israël ***** Japan **** Khmerrepubliek * Laos * Filipijnen * Taiwan ***** Zuid-Korea Zuid-Vietnam |

- * Teruggetrokken
- ** Gekwalificeerd als gastland
- *** Verplaatst naar groep 4
- **** Verplaatst naar groep 3
- ***** Uitgesloten
- China and  Noord-Korea werden in groep 3 gezet.

## Kwalificatie

### Groep 1
| Land       | Wed            | W              | G              | V              | DV             | DT             | Ptn            |
| ---------- | -------------- | -------------- | -------------- | -------------- | -------------- | -------------- | -------------- |
| Zuid-Jemen | 0              | 0              | 0              | 0              | 0              | 0              | 0              |
| Koeweit    | 0              | 0              | 0              | 0              | 0              | 0              | 0              |
| Bahrein    | Teruggetrokken | Teruggetrokken | Teruggetrokken | Teruggetrokken | Teruggetrokken | Teruggetrokken | Teruggetrokken |
| Pakistan   | Teruggetrokken | Teruggetrokken | Teruggetrokken | Teruggetrokken | Teruggetrokken | Teruggetrokken | Teruggetrokken |
| Syrië      | Teruggetrokken | Teruggetrokken | Teruggetrokken | Teruggetrokken | Teruggetrokken | Teruggetrokken | Teruggetrokken |

Koeweit en Zuid-Jemen kwalificeerden zich nadat Bahrein, Libanon, Pakistan en Syrië zich terugtrokken.

### Groep 2
| Land          | Wed | W | G | V | DV | DT | Ptn |
| ------------- | --- | - | - | - | -- | -- | --- |
| Irak          | 6   | 5 | 1 | 0 | 14 | 3  | 11  |
| Saoedi-Arabië | 6   | 3 | 1 | 2 | 12 | 5  | 7   |
| Qatar         | 6   | 2 | 1 | 3 | 5  | 8  | 5   |
| Afghanistan   | 6   | 0 | 1 | 5 | 3  | 18 | 1   |

|                                 |      |       |       |              |
| 2 april 1975 «onderlinge duels» | Irak | 1 – 0 | Qatar | Bagdad, Irak |
| 2 april 1975 «onderlinge duels» |      |       |       | Bagdad, Irak |

|                                 |               |       |             |              |
| 2 april 1975 «onderlinge duels» | Saoedi-Arabië | 2 – 0 | Afghanistan | Bagdad, Irak |
| 2 april 1975 «onderlinge duels» |               |       |             | Bagdad, Irak |

|                                 |      |       |             |              |
| 4 april 1975 «onderlinge duels» | Irak | 4 – 0 | Afghanistan | Bagdad, Irak |
| 4 april 1975 «onderlinge duels» |      |       |             | Bagdad, Irak |

|                                 |               |       |       |              |
| 4 april 1975 «onderlinge duels» | Saoedi-Arabië | 2 – 1 | Qatar | Bagdad, Irak |
| 4 april 1975 «onderlinge duels» |               |       |       | Bagdad, Irak |

|                                 |      |       |               |              |
| 6 april 1975 «onderlinge duels» | Irak | 1 – 1 | Saoedi-Arabië | Bagdad, Irak |
| 6 april 1975 «onderlinge duels» |      |       |               | Bagdad, Irak |

|                                 |       |       |             |              |
| 6 april 1975 «onderlinge duels» | Qatar | 2 – 1 | Afghanistan | Bagdad, Irak |
| 6 april 1975 «onderlinge duels» |       |       |             | Bagdad, Irak |

|                                  |      |       |       |              |
| 10 april 1975 «onderlinge duels» | Irak | 3 – 0 | Qatar | Bagdad, Irak |
| 10 april 1975 «onderlinge duels» |      |       |       | Bagdad, Irak |

|                                  |               |       |             |              |
| 10 april 1975 «onderlinge duels» | Saoedi-Arabië | 6 – 0 | Afghanistan | Bagdad, Irak |
| 10 april 1975 «onderlinge duels» |               |       |             | Bagdad, Irak |

|                                  |      |       |               |              |
| 12 april 1975 «onderlinge duels» | Irak | 2 – 1 | Saoedi-Arabië | Bagdad, Irak |
| 12 april 1975 «onderlinge duels» |      |       |               | Bagdad, Irak |

|                                  |       |       |             |              |
| 12 april 1975 «onderlinge duels» | Qatar | 1 – 1 | Afghanistan | Bagdad, Irak |
| 12 april 1975 «onderlinge duels» |       |       |             | Bagdad, Irak |

|                                  |      |       |             |              |
| 14 april 1975 «onderlinge duels» | Irak | 3 – 1 | Afghanistan | Bagdad, Irak |
| 14 april 1975 «onderlinge duels» |      |       |             | Bagdad, Irak |

|                                  |               |       |       |              |
| 14 april 1975 «onderlinge duels» | Saoedi-Arabië | 0 – 1 | Qatar | Bagdad, Irak |
| 14 april 1975 «onderlinge duels» |               |       |       | Bagdad, Irak |

Irak en Saoedi-Arabië geplaatst voor het hoofdtoernooi.

### Groep 3
| Land         | Wed | W | G | V | DV | DT | Ptn |
| ------------ | --- | - | - | - | -- | -- | --- |
| Maleisië     | 4   | 3 | 1 | 0 | 6  | 1  | 7   |
| Thailand     | 4   | 3 | 0 | 1 | 8  | 2  | 6   |
| Zuid-Korea   | 4   | 2 | 0 | 2 | 3  | 3  | 4   |
| Indonesië    | 4   | 1 | 1 | 2 | 3  | 5  | 3   |
| Zuid-Vietnam | 4   | 0 | 0 | 4 | 1  | 10 | 0   |

|                                  |          |       |           |                   |
| 15 maart 1975 «onderlinge duels» | Thailand | 3 – 1 | Indonesië | Bangkok, Thailand |
| 15 maart 1975 «onderlinge duels» |          |       |           | Bangkok, Thailand |

|                                  |          |       |            |                   |
| 16 maart 1975 «onderlinge duels» | Maleisië | 2 – 1 | Zuid-Korea | Bangkok, Thailand |
| 16 maart 1975 «onderlinge duels» |          |       |            | Bangkok, Thailand |

|                                  |           |       |              |                   |
| 17 maart 1975 «onderlinge duels» | Indonesië | 2 – 1 | Zuid-Vietnam | Bangkok, Thailand |
| 17 maart 1975 «onderlinge duels» |           |       |              | Bangkok, Thailand |

|                                  |          |       |          |                   |
| 18 maart 1975 «onderlinge duels» | Thailand | 0 – 1 | Maleisië | Bangkok, Thailand |
| 18 maart 1975 «onderlinge duels» |          |       |          | Bangkok, Thailand |

|                                  |            |       |              |                   |
| 19 maart 1975 «onderlinge duels» | Zuid-Korea | 1 – 0 | Zuid-Vietnam | Bangkok, Thailand |
| 19 maart 1975 «onderlinge duels» |            |       |              | Bangkok, Thailand |

|                                  |          |       |           |                   |
| 20 maart 1975 «onderlinge duels» | Maleisië | 0 – 0 | Indonesië | Bangkok, Thailand |
| 20 maart 1975 «onderlinge duels» |          |       |           | Bangkok, Thailand |

|                                  |          |       |              |                   |
| 21 maart 1975 «onderlinge duels» | Thailand | 4 – 0 | Zuid-Vietnam | Bangkok, Thailand |
| 21 maart 1975 «onderlinge duels» |          |       |              | Bangkok, Thailand |

|                                  |            |       |           |                   |
| 22 maart 1975 «onderlinge duels» | Zuid-Korea | 1 – 0 | Indonesië | Bangkok, Thailand |
| 22 maart 1975 «onderlinge duels» |            |       |           | Bangkok, Thailand |

|                                  |          |       |              |                   |
| 23 maart 1975 «onderlinge duels» | Maleisië | 3 – 0 | Zuid-Vietnam | Bangkok, Thailand |
| 23 maart 1975 «onderlinge duels» |          |       |              | Bangkok, Thailand |

|                                  |          |       |            |                   |
| 24 maart 1975 «onderlinge duels» | Thailand | 1 – 0 | Zuid-Korea | Bangkok, Thailand |
| 24 maart 1975 «onderlinge duels» |          |       |            | Bangkok, Thailand |

Maleisië en Thailand geplaatst voor het hoofdtoernooi.

### Groep 4
|                                 |          |                           |       |                                                                          |
| 14 juni 1975 «onderlinge duels» | Hongkong | 0 – 0 Strafschoppen 4 – 3 | Japan | Government Stadium, Hongkong Toeschouwers: 26.000 Scheidsrechter: Watana |
| 14 juni 1975 «onderlinge duels» |          |                           |       | Government Stadium, Hongkong Toeschouwers: 26.000 Scheidsrechter: Watana |

Hongkong na strafschoppen door naar groep 4A.
Japan door naar groep 4B.
|                                 |       |       |             |                              |
| 15 juni 1975 «onderlinge duels» | China | 1 – 0 | Noord-Korea | Government Stadium, Hongkong |
| 15 juni 1975 «onderlinge duels» |       |       |             | Government Stadium, Hongkong |

China door naar groep 4A. 
Noord-Korea door naar groep 4B.
|                                 |           |       |        |                              |
| 15 juni 1975 «onderlinge duels» | Singapore | 6 – 0 | Brunei | Government Stadium, Hongkong |
| 15 juni 1975 «onderlinge duels» |           |       |        | Government Stadium, Hongkong |

Brunei door naar groep 4B. 
Singapore door naar groep 4A.
Groep 4A
| Land     | Wed | W | G | V | DV | DT | Ptn |
| -------- | --- | - | - | - | -- | -- | --- |
| China    | 2   | 2 | 0 | 0 | 11 | 1  | 4   |
| Hongkong | 2   | 1 | 0 | 1 | 3  | 1  | 2   |
| Brunei   | 2   | 0 | 0 | 2 | 1  | 13 | 0   |

|                                 |          |       |        |                              |
| 17 juni 1975 «onderlinge duels» | Hongkong | 3 – 0 | Brunei | Government Stadium, Hongkong |
| 17 juni 1975 «onderlinge duels» |          |       |        | Government Stadium, Hongkong |

|                                 |       |        |        |                              |
| 19 juni 1975 «onderlinge duels» | China | 10 – 1 | Brunei | Government Stadium, Hongkong |
| 19 juni 1975 «onderlinge duels» |       |        |        | Government Stadium, Hongkong |

|                                 |          |       |       |                              |
| 21 juni 1975 «onderlinge duels» | Hongkong | 0 – 1 | China | Government Stadium, Hongkong |
| 21 juni 1975 «onderlinge duels» |          |       |       | Government Stadium, Hongkong |

Groep 4B
| Land        | Wed | W | G | V | DV | DT | Ptn |
| ----------- | --- | - | - | - | -- | -- | --- |
| Noord-Korea | 2   | 2 | 0 | 0 | 2  | 0  | 4   |
| Japan       | 2   | 1 | 0 | 1 | 2  | 2  | 2   |
| Singapore   | 2   | 0 | 0 | 2 | 1  | 3  | 0   |

|                                 |                       |       |       |                                                   |
| 17 juni 1975 «onderlinge duels» | Noord-Korea           | 1 – 0 | Japan | Government Stadium, Hongkong Toeschouwers: 30.000 |
| 17 juni 1975 «onderlinge duels» | Se-Wook An 65' (pen.) |       |       | Government Stadium, Hongkong Toeschouwers: 30.000 |

|                                 |             |       |           |                              |
| 19 juni 1975 «onderlinge duels» | Noord-Korea | 1 – 0 | Singapore | Government Stadium, Hongkong |
| 19 juni 1975 «onderlinge duels» |             |       |           | Government Stadium, Hongkong |

|                                 |                      |       |           |                                                                               |
| 21 juni 1975 «onderlinge duels» | Japan                | 2 – 1 | Singapore | Government Stadium, Hongkong Toeschouwers: 20.000 Scheidsrechter: Tam Sun Luk |
| 21 juni 1975 «onderlinge duels» | Ochiai 40' Nagai 81' |       |           | Government Stadium, Hongkong Toeschouwers: 20.000 Scheidsrechter: Tam Sun Luk |

Halve finale
|                                 |                            |       |          |                                                   |
| 23 juni 1975 «onderlinge duels» | China                      | 2 - 1 | Japan    | Government Stadium, Hongkong Toeschouwers: 20.000 |
| 23 juni 1975 «onderlinge duels» | Li Yutie 6' Ke Wushang 20' |       | Arai 43' | Government Stadium, Hongkong Toeschouwers: 20.000 |

|                                 |             |                             |          |                              |
| 24 juni 1975 «onderlinge duels» | Noord-Korea | 3 – 3 Strafschoppen 11 – 10 | Hongkong | Government Stadium, Hongkong |
| 24 juni 1975 «onderlinge duels» |             |                             |          | Government Stadium, Hongkong |

3de/4de plaats
|                                 |          |             |       |                                                                           |
| 26 juni 1975 «onderlinge duels» | Hongkong | 0 – 1       | Japan | Government Stadium, Hongkong Toeschouwers: 30.000 Scheidsrechter: Hashita |
| 26 juni 1975 «onderlinge duels» |          | Watanabe 6' |       | Government Stadium, Hongkong Toeschouwers: 30.000 Scheidsrechter: Hashita |

Finale
|                                 |             |       |       |                              |
| 26 juni 1975 «onderlinge duels» | Noord-Korea | 2 – 0 | China | Government Stadium, Hongkong |
| 26 juni 1975 «onderlinge duels» |             |       |       | Government Stadium, Hongkong |

Noord-Korea en China gekwalificeerd voor het hoofdtoernooi.